# 希沙基

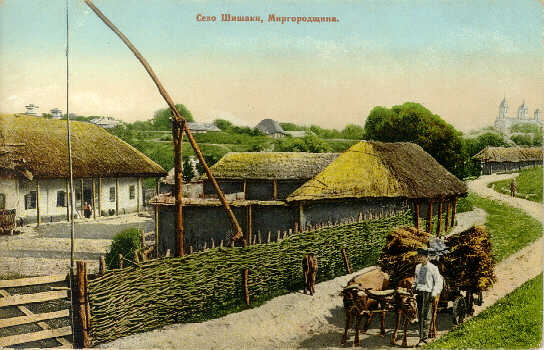

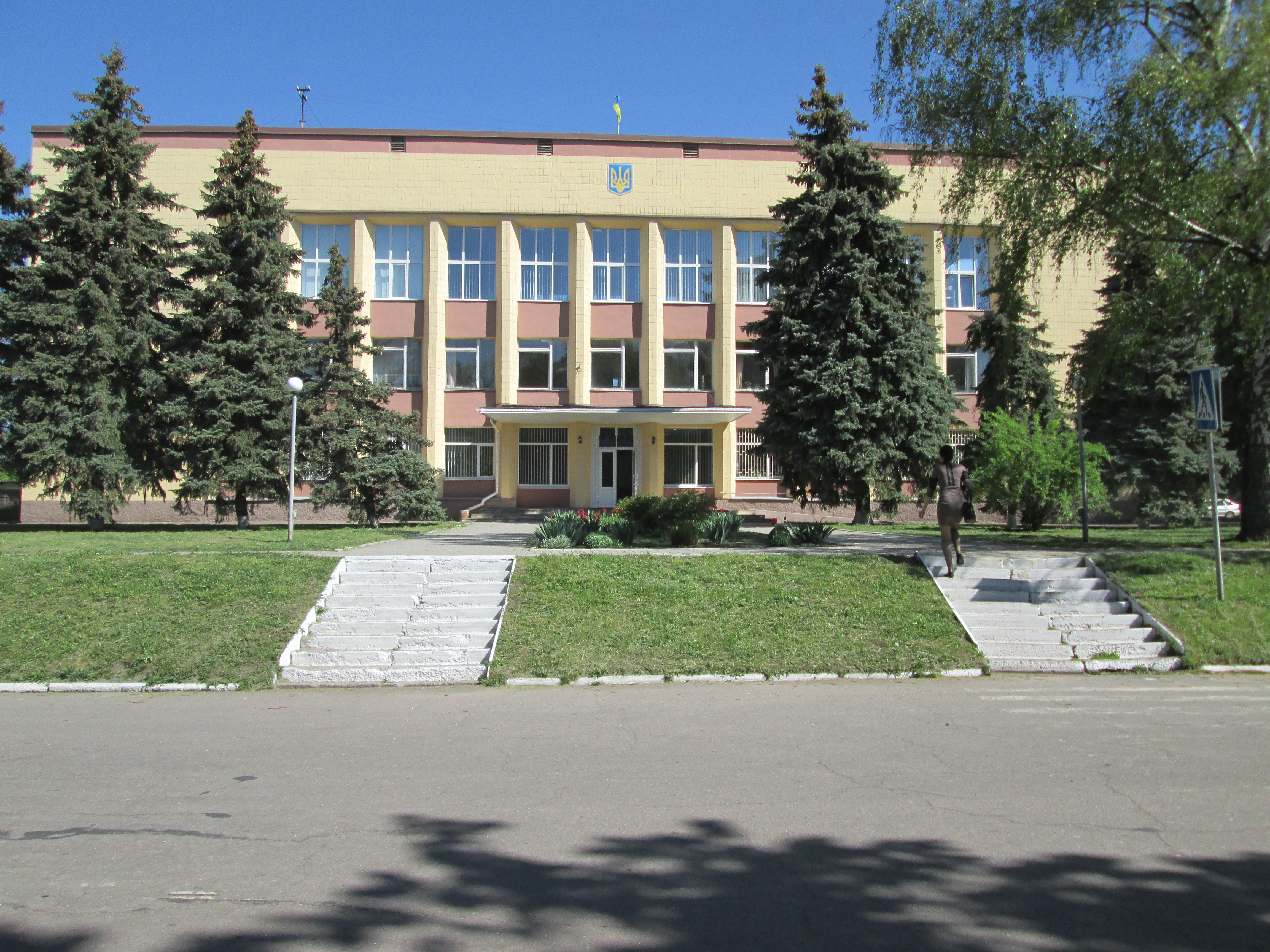

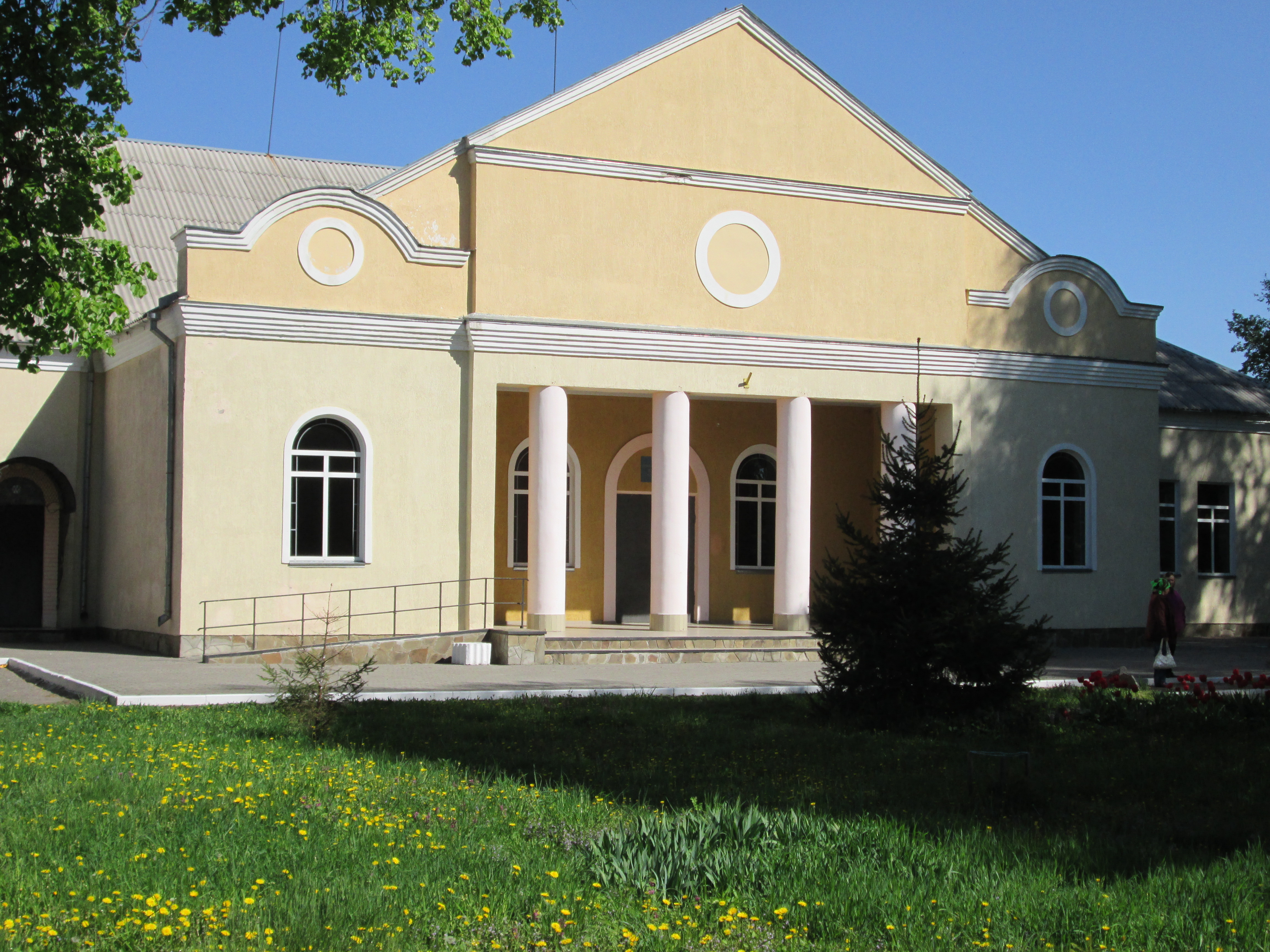

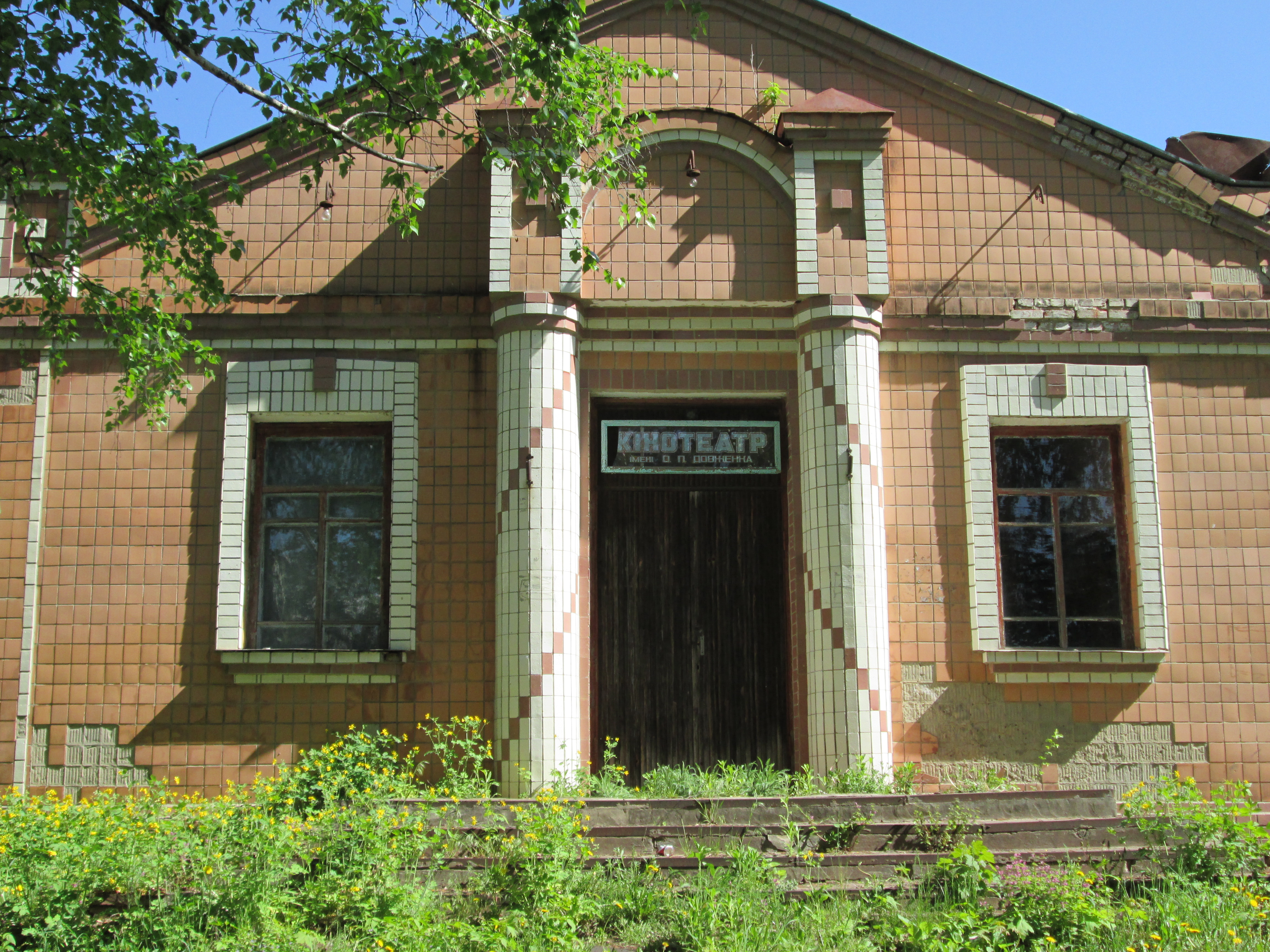

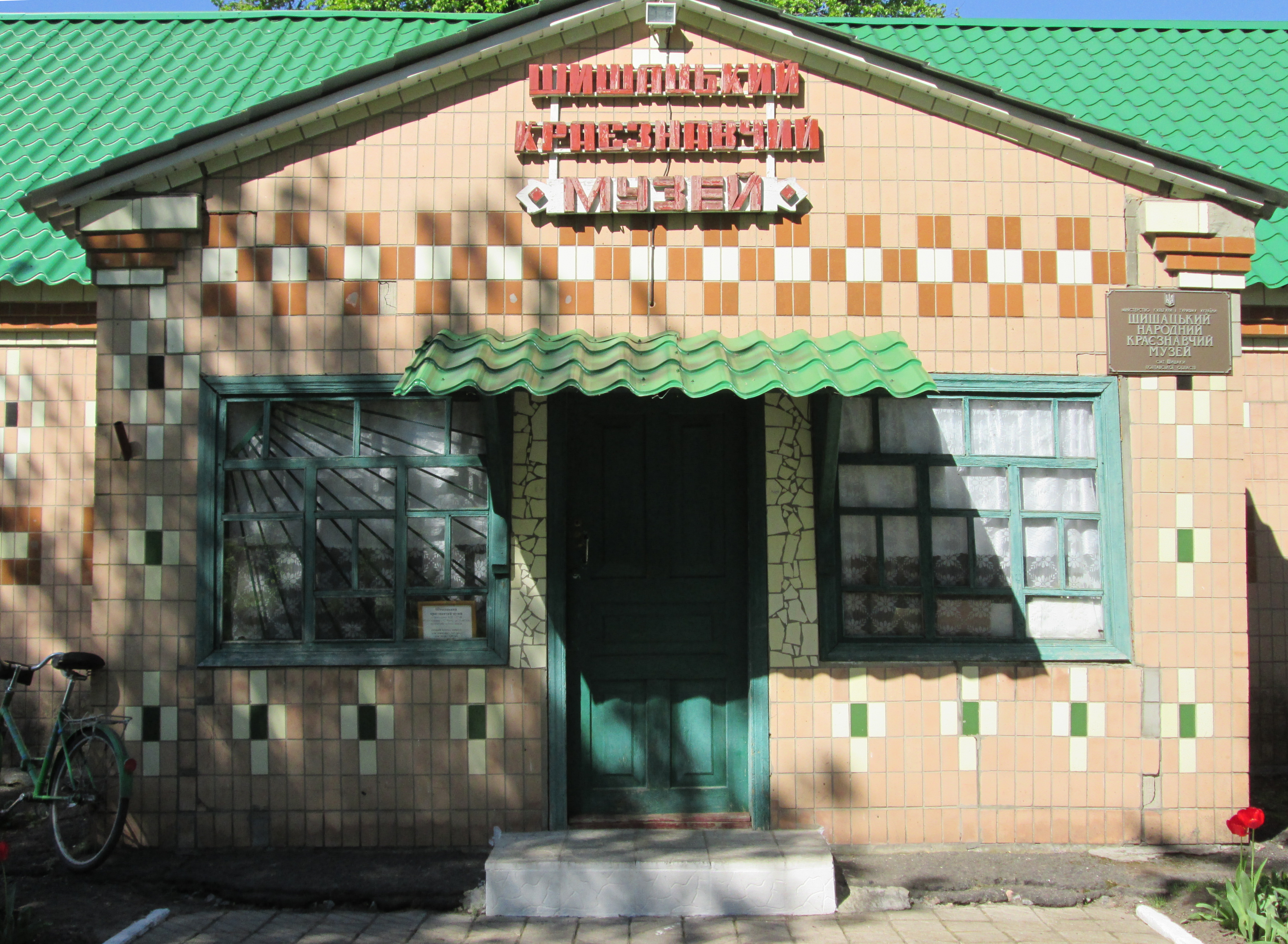

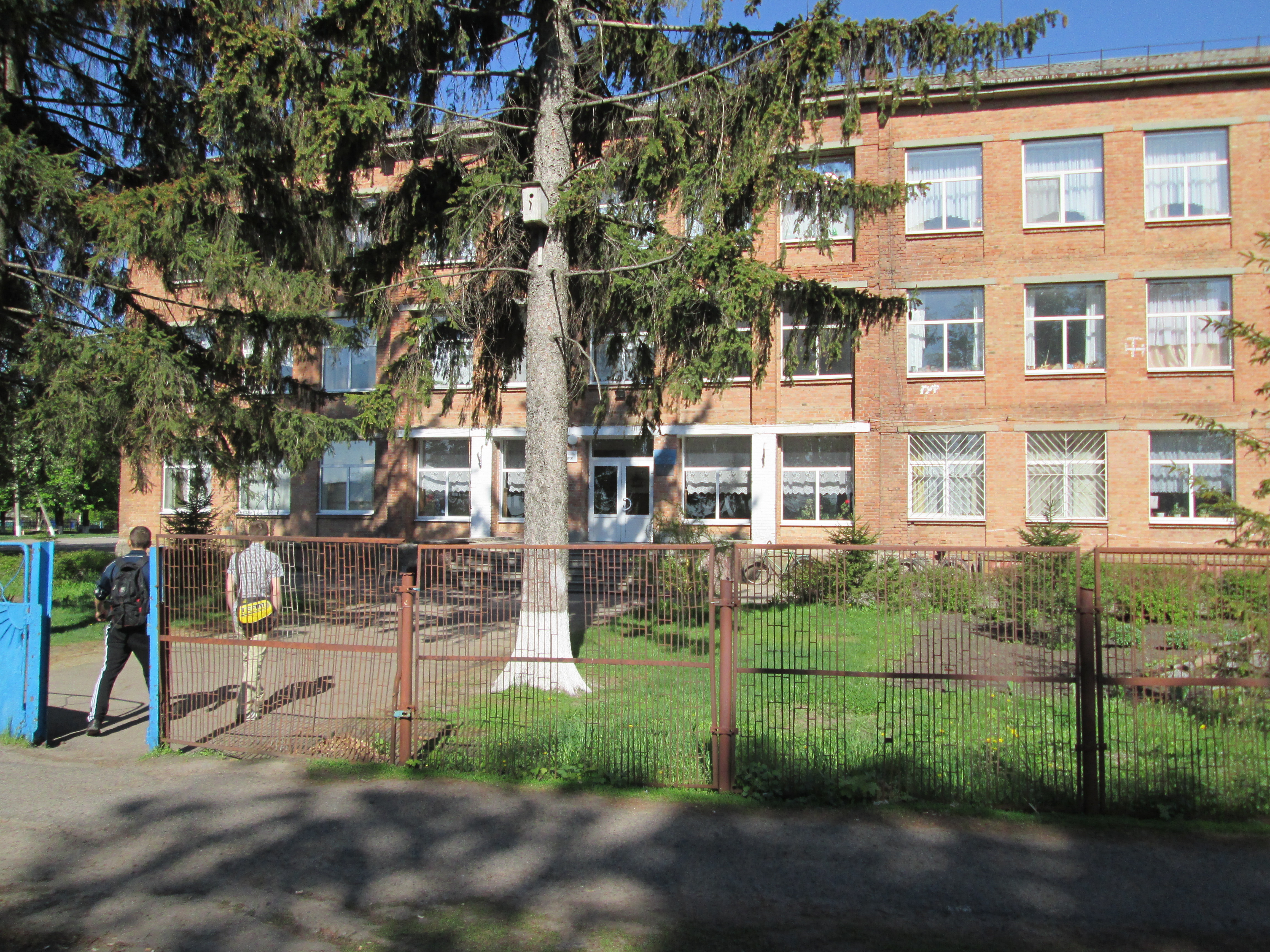

希沙基（羅馬化：Shyshaky）是烏克蘭中部波爾塔瓦州米爾霍羅德區希沙基市镇内的市級鎮及其行政中心。曾是原希沙基區的区府。始建於1399年，面積10.29平方公里，2013年人口4,652，人口密度每平方公里452.09人。